# Iniciativa per Catalunya Verds
Iniciativa per Catalunya Verds (ICV; en español: Iniciativa por Cataluña Verdes) fue un partido político ecologista español de ámbito catalán. Sus influencias ideológicas provenían del eurocomunismo (PSUC) y del ecosocialismo.
Fue el referente de Izquierda Unida (IU) en Cataluña entre 1987 y 1997, y desde 2003 se presentó a todas las elecciones en coalición con Esquerra Unida i Alternativa. ICV es el referente del Partido Verde Europeo en Cataluña al igual que Equo lo es en el conjunto de España (ambos partidos firmaron un acuerdo en 2011, pero este acuerdo no se mantuvo en las elecciones europeas de 2014).
Después de que en julio de 2019 el coordinador nacional David Cid anunciara —a causa de las deudas acumuladas en torno a 9,2 millones de euros— la inminente disolución de la organización, (que se haría efectiva cuando se cerrara el concurso de acreedores abierto y el ERE de 16 trabajadores), el partido dejó toda actividad institucional, aunque ciertos sectores siguieron vinculados a Catalunya en Comú y En Comú Podem. El 13 de marzo de 2021 fue refundado bajo el nombre Esquerra Verda.

## Orígenes y partidos intervinientes en la formación

### Origen de Iniciativa per Catalunya
En 1986 se fundó Izquierda Unida (IU), producto de una plataforma que exigía la salida de España de la OTAN. En ella participaron diversos partidos políticos como el Partido Comunista de España (PCE), el Partido Socialista Unificado de Cataluña (PSUC) e Izquierda Republicana (IR).
En Cataluña, el PSUC concurriría a las elecciones con la Entesa dels Nacionalistes d'Esquerra en la coalición Unió de l'Esquerra Catalana, y el 23 de febrero de 1987, estas dos organizaciones crean junto al Partido de los Comunistas de Cataluña (PCC) una federación de partidos políticos bajo el nombre de Iniciativa per Catalunya (IC), que sería el referente catalán de Izquierda Unida, aunque manteniendo su soberanía orgánica.
Tras unos buenos resultados en las elecciones municipales, y la elección de Antoni Gutiérrez Díaz como eurodiputado en las elecciones europeas de 1987, el 12 de marzo de 1988, el PSUC organiza un Congreso de Unidad Comunista en el que un número importante de cuadros del PCC, Bandera Roja (BR) y el Partit del Treball de Catalunya (PTC-UC), se unen al PSUC, hecho que llevaría al abandono de IC por parte del PCC.
En diciembre de 1988, el entonces secretario general del PSUC, Rafael Ribó, es elegido presidente de IC, y en las generales de 1989, IC vuelve a presentarse bajo las siglas UEC (Unió de l’Esquerra Catalana), siendo elegido Ramon Espasa diputado en el Congreso.
El 20 de enero de 1990, en su XI Conferencia Nacional, el PSUC acordó el traspaso de sus competencias políticas a IC, cediendo su soberanía a todos los efectos, un hecho que significó la pérdida paulatina de su vida orgánica que quedaba así congelada, actuando desde entonces IC, de facto, como un único partido político.

### Alianza con Els Verds y ruptura con IU
Superada aparentemente esta primera crisis, IC conforma para las elecciones de 1995 una coalición electoral, denominada Iniciativa per Catalunya-Els Verds (Iniciativa por Cataluña-Los Verdes) (IC-EV). En ella se integran, aparte de la propia IC, la organización Els Verds - Confederació Ecologista de Catalunya y nuevamente el PCC, consiguiendo mejorar los resultados electorales: pasando del 6,50 % al 9,71 % de los votos (un aumento de 141 298 electores) y 11 escaños en el parlamento catalán (lo que no impidió que CiU siguiese ostentando la presidencia autonómica, ahora gracias al apoyo del PP).
Pero en el seno de la federación IC, como en la misma coalición IC-EV, se mantenían las tensiones ideológicas y organizativas que habían llevado a la desvinculación del PCC de IC en 1989. La dirección de IC defendía que todos los partidos integrantes debían ceder su soberanía a la organización y conformar un partido único, vinculando este planteamiento a la superación del comunismo. En cambio, el PCC y los sectores del PSUC más próximos a IU, defendían una IC como movimiento político y social, plural en lo ideológico, en el que cada partido mantuviese su independencia.
El 15 de junio de 1997, en la fiesta de Treball, Julio Anguita, entonces coordinador general de IU, defendió una unidad de la izquierda solo mediante criterios programáticos concretos, y rechazando la corrupción que entonces salpicaba al PSOE. Sin embargo, Rafael Ribó, presidente de IC, defendió las alianzas con el PSOE en contra de los gobiernos de PP en España y CiU en Cataluña, y criticó la política crítica de IU hacia los sindicatos CCOO y UGT, así como las sanciones a los diputados de Nueva Izquierda. También apoyó la coalición, desautorizada por la dirección de IU, de Esquerda Unida en Galicia con el PSOE, de cara a las elecciones autonómicas gallegas.
Fruto de todas estas tensiones, la coalición se rompió en 1997 cuando el PCC abandonó de nuevo la coalición y, a la vez, un sector importante del PSUC contrario a su disolución en el interior de IC formaba el PSUC-viu. Estos dos partidos, junto con algunas otras organizaciones más pequeñas crearían Esquerra Unida i Alternativa (EUiA) en 1998 y establecieron relaciones con IU, rompiéndose así su colaboración con IC a nivel estatal. En Els Verds - Confederació Ecologista de Catalunya (CEC) también abandona la coalición IC-EV, llegando a acuerdos con EUiA y con ERC en diferentes elecciones; el conflicto en Els Verds-CEC lleva a la fragmentación del partido en pequeños grupos: integrándose algunos en ICV bajo el nombre de Els Verds - Esquerra Ecologista, otros en ERC y otros intentando construir su proyecto de forma independiente encabezados por Joan Oms y Els Verds-Opció Verda, que mantuvieron su contacto con la confederación de Los Verdes.
Tras estas escisiones, ENE y el PSUC ceden definitivamente su soberanía a IC, se aprueba una nueva definición del partido como ecosocialista, se adopta el nombre de Iniciativa per Catalunya-Verds (Iniciativa por Catalunya-Verdes) (IC-V), y se conforma como un partido único. En las siguientes elecciones de 1999, la organización perdió 8 de los 11 escaños que habían alcanzado en 1995, con 78 441 votos (2,53 %), a los 3 escaños obtenidos en solitario hay que sumar a los dos obtenidos en coalición con el PSC y Ciutadans pel Canvi, que se unieron en un solo grupo parlamentario con 5 diputados. Esquerra Unida i Alternativa, con 44 454 votos (1,44 %), no obtendría representación.
En el año 2000 Joan Saura releva a Rafael Ribó al frente del partido, y en (2002) se adopta el nombre actual de Iniciativa per Catalunya Verds (Iniciativa por Catalunya Verdes) (ICV).
En mayo de 2000, y junto a la Confederación de los Verdes, Los Verdes-Izquierda de Madrid, Izquierda Democrática Cántabra, Esquerda Galega, la Chunta Aragonesista y Esquerra Verda - Iniciativa pel País Valencià, participaron en la creación de un proceso de convergencia entre partidos verdes y de izquierda llamado Los Verdes-Izquierda Verde. Los discretos resultados electorales hicieron que sus miembros abandonaran el proyecto a los pocos años.

### Reagrupación con EUiA
A partir de 2003, ICV y EUiA recomponen sus relaciones mediante acuerdos electorales y programáticos, pero aparcando el proyecto de unificación orgánica que tantos desacuerdos había causado en el pasado y optando por la fórmula de coalición electoral. Las relaciones entre las dos formaciones se articulan entonces en un Consejo Coordinador. Esto ha comportado, a su vez, el restablecimiento de relaciones de ICV-EUiA con IU.

## Representación institucional desde 2003 (como coalición ICV-EUiA)
Los resultados electorales de la coalición continuaron progresando y logrando representación en los principales ayuntamientos; en las elecciones de 2003 consiguió nueve diputados (uno de ellos de EUiA). En las Elecciones Generales de 2004 obtuvo dos diputados - Joan Herrera y Carme García i Suárez, (integrados en el grupo parlamentario IU-ICV-EUiA), dos senadores bajo la lista unitaria de la Entesa Catalana de Progrés (Acuerdo Catalán de Progreso) conjunta con PSC e ERC, en la que no participa EUiA). Asimismo, en las Elecciones del Parlamento Europeo de 2004 obtiene un eurodiputado –Raül Romeva integrándose en el Partido Verde Europeo –del que ICV es uno de los partidos fundacionales- mientras que EUiA, a través de IU, se integra en el Partido de la Izquierda Europea).
A raíz de las elecciones de noviembre de 2003 ICV y su socio EUiA, se integraron en el Gobierno tripartito de la Generalidad de Cataluña bajo presidencia Pasqual Maragall tras el Pacto del Tinell, con la presencia de dos consejeros de ICV: Joan Saura (Relaciones Institucionales y Participación) y Salvador Milà (Medio ambiente y Vivienda).
En 2007 Els Verds - Esquerra Ecologista abandonó el partido.

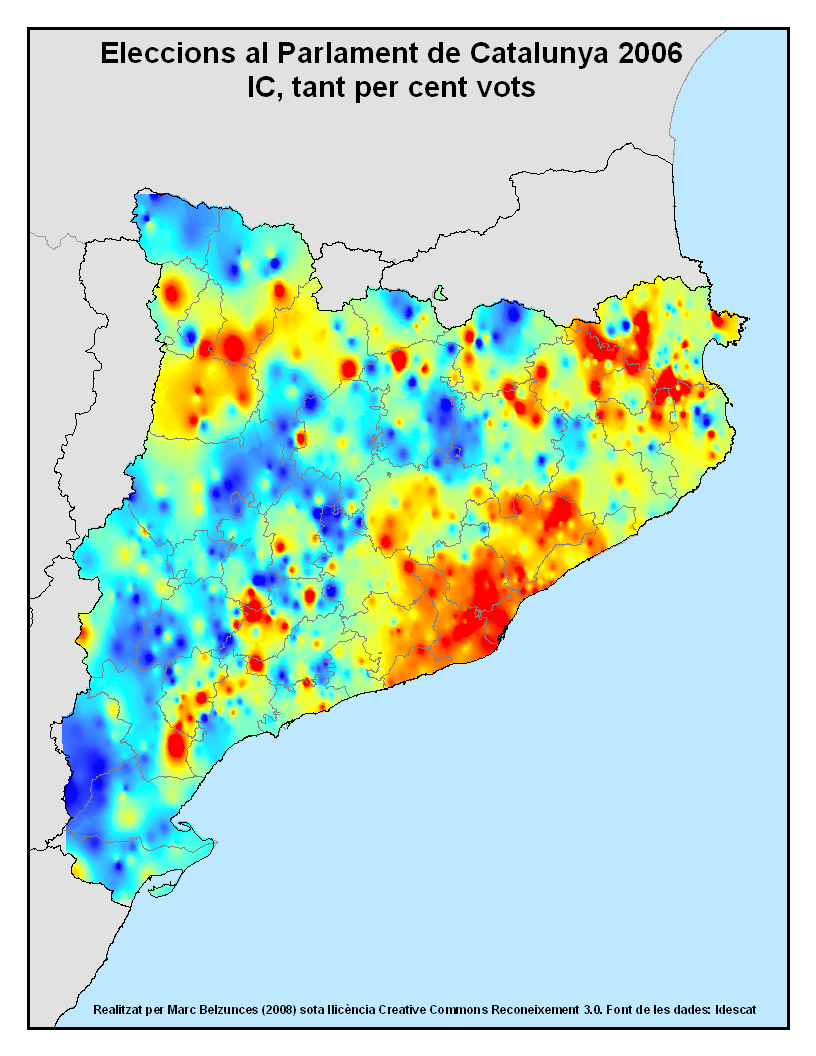
Porcentaje de los votos obtenidos por ICV en las elecciones de 2006.
Rojo para el apoyo más fuerte, y azul para el menor.

### Elecciones autonómicas de 2006
En la primavera de 2006 el gobierno sufrió dos crisis de gobierno que propiciaron, primero, el relevo de varios consejeros (entre ellos Salvador Milà, que fue sustituido por Francesc Baltasar, también de ICV) y, poco después, el abandono del gobierno por parte de ERC.
En las elecciones de noviembre de 2006 ICV consiguió los mejores resultados de su historia pasando de 9 a 12 diputados, siendo la única fuerza política que, pese a la notable abstención en los comicios, subió en número de votos, siendo este hecho decisivo para que se pudiera reeditar la coalición de izquierdas, pues sus dos socios perdieron votos y escaños.

El partido exige como contrapartida una consejería más emblemática y la obtiene: Joan Saura es nombrado consejero de Interior y el partido mantenía asimismo la de Medio Ambiente y Vivienda. Sin embargo, no faltaron polémicas incluso dentro del mismo PSC por haber otorgado Interior a un partido que ha dicho simpatizar con el fenómeno okupa y antisistema.[cita requerida]
A nivel local ICV (conjuntamente con EUiA y las EPM) ostenta una veintena de alcaldías y tiene unos cuatrocientos concejales. ICV participa también del gobierno de la ciudad de Barcelona (la cabeza de lista es Imma Mayol) con un pacto de colaboración con ERC y PSC hasta las elecciones del 27-M de 2007. Entre 2007 y 2011 integró el ayuntamiento de Barcelona juntamente con el PSC, pero esta vez en minoría al rechazar ERC entrar en el gobierno. En otras ciudades forma parte del gobierno municipal utilizando fórmulas similares.
Sin embargo, en las elecciones generales de 2008 perdió uno de sus dos diputados en el Congreso.

## Concurso de acreedores y disolución
En julio de 2019 el coordinador nacional David Cid anunció —a causa de las deudas acumuladas en torno a 9,2 millones de euros— la inminente disolución de la organización, que se haría efectiva cuando se cerrara el concurso de acreedores abierto y el ERE de 16 trabajadores. El partido dejó toda actividad institucional, aunque ciertos sectores siguen vinculados a Catalunya en Comú y En Comú Podem.
El 2 de julio de 2020, la cúpula de la antigua ICV (David Cid, Marta Ribas y Ernest Urtasun) anunció la voluntad de refundarse en un nuevo partido político con el nombre de Esquerra Verda.

## Ideología y principios programáticos
En los documentos definitorios de ICV aparecían a menudo las expresiones ecosocialismo, ecopacifismo, izquierda transformadora, izquierda alternativa o izquierda verde nacional. Así, según su propia definición ideólogica, Iniciativa per Catalunya Verds es una organización de la izquierda verde nacional (de Cataluña) que lucha por una sociedad de hombres y mujeres, libres e iguales, en un planeta habitable y que, con la más amplía participación ciudadana, que impulsa la construcción de una mayoría social y política de izquierdas en Cataluña.

### Cuestión de Cataluña
Respecto a la posibilidad de un Estado catalán independiente, Iniciativa per Catalunya Verds acordó dar libertad de voto a sus militantes en la consulta sobre el futuro político convocada para el 9 de noviembre de 2014 y que el partido respaldó. Se considerba a ICV como un partido de tradición federalista, aunque según sus dirigentes, un federalismo de "abajo arriba".
Tenía también una corriente interna, llamada "Compromís per la independència", dónde se agrupa parte del sector independentista de ICV. Destacados miembros del partido, como Sara Vilà o Jaume Bosch, formaban parte de este.

## Estructura organizativa
La estructura organizativa fue evolucionando a lo largo de los años desde el modelo jerárquico centralizado de la tradición comunista que se adoptó en un principio, hasta el modelo actual con características más horizontales, influido por los movimientos sociales.
Fruto de esta concepción en los últimos años la presidencia de ICV y las personas cabeza de lista o dirigentes de organización local eran escogidas mediante elecciones primarias internas; se regularizaba un procedimiento de consulta interna mediante referéndum vinculante dónde podían participar todos los afiliados y afiliadas del partido, procedimiento que era obligatorio para las decisiones más relevantes, hecho que conllevaba una traslación de la soberanía hacia la militancia de base; y se adoptaron políticas de igualdad de género que garantizan una presencia mínimo del 40 % de cada sexo en los órganos de dirección del partido.
El máximo órgano de ICV fue la Asamblea Nacional que se reunía, como mínimo, una vez cada cuatro años y que tenía competencia exclusiva en la fijación de los principios del partido, de su manifiesto programa y de las normas de funcionamiento.
La Asamblea Nacional escogía un Consejo Nacional, el máximo órgano entre asambleas. Este, a su vez, escogía una Comisión Permanente para ejecutar y hacer seguimiento de sus acuerdos y una Secretaría Política que dirigía la actividad diaria del partido coordinada por el presidente o presidenta de ICV.
ICV se organizaba territorialmente a través de agrupaciones comarcales y locales y a nivel político en ámbitos temáticos y programáticos. Asimismo mantenía un protocolo de colaboración con la organización juvenil Joves d'Esquerra Verda (Jóvenes de Izquierda Verde) (JEV), formada por la confluencia de las juventudes políticas del PSUC y la ENE.
En el ámbito local, desde los sus orígenes, ICV ttenía establecido un protocolo de colaboración con varios colectivos independientes agrupados en la 'Entesa del Progrés Municipal' (EPM).

## Símbolos
La bandera de ICV era roja con el logotipo, pero se utilizaba también con los colores verde (por los ecologistas) y morado (considerado el color del movimiento antiglobalización y alternativo y símbolo del feminismo).
Los himnos del partido eran Els Segadors y La Internacional.
El principal órgano de expresión de ICV era el periódico Treball (Trabajo) fundando por el PSUC en 1936.

### Resultados de la coalición ICV-EUiA

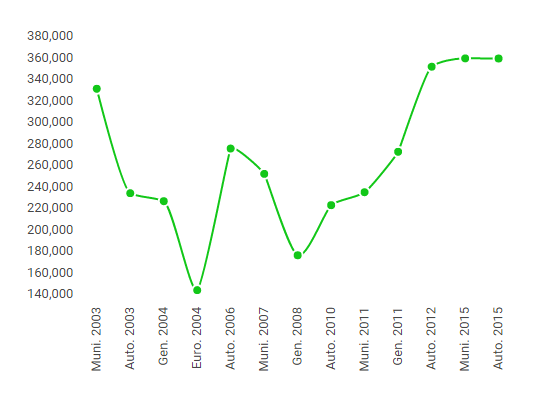
Gráfico que muestra los resultados de la coalición desde 2003

## Resultados electorales

### Elecciones al Parlamento de Cataluña
| Año  | Candidato       | Votos   | % de votos | Escaños | +/- | Posición | Notas                                                                                 |
| ---- | --------------- | ------- | ---------- | ------- | --- | -------- | ------------------------------------------------------------------------------------- |
| 1988 | Rafael Ribó     | 209 211 | 7,76 %     | 9/135   | 3a  | 3.º      | 6 del PSUC, 2 del PCC y 1 de ENE.                                                     |
| 1992 | Rafael Ribó     | 171 794 | 6,50 %     | 7/135   | 2   | 4.º      | 6 del PSUC y 1 de ENE.                                                                |
| 1995 | Rafael Ribó     | 313 092 | 9,71 %     | 11/135  | 4   | 5.º b    | 9 del PSUC, 1 del PCC y 1 de Els Verds. Con el apoyo de CUP.                          |
| 1999 | Rafael Ribó     | 78 441  | 2,51 %     | 5/135   | 6   | 5.º      | 3 en las listas de ICV y 2 en las listas unitarias con el PSC de Ciutadans pel Canvi. |
| 2003 | Joan Saura      | 241 163 | 7,28 %     | 6/135   | 1   | 5.º      | En la coalición ICV-EUiA junto a EUiA (1) e independientes (2).                       |
| 2006 | Joan Saura      | 281 474 | 9,56 %     | 9/135   | 3   | 5.º      | En la coalición ICV-EUiA junto a EUiA (2) e independientes (1).                       |
| 2010 | Joan Herrera    | 229 985 | 7,39 %     | 8/135   | 1   | 4.º      | En la coalición ICV-EUiA junto a EUiA (2).                                            |
| 2012 | Joan Herrera    | 358 857 | 9,90 %     | 13/135  | 5   | 5.º      | En la coalición ICV-EUiA junto a EUiA (3) y Equo Catalunya.                           |
| 2015 | Lluís Rabell    | 367 613 | 8,94 %     | 11/135  | 2   | 4.º      | En la coalición CSQP junto a Podemos (4), EUiA (2), Equo e independientes (2).        |
| 2017 | Xavier Domènech | 323 695 | 7,45 %     | 8/135   | 3   | 5.º      | En la coalición CatComú-Podem con CatComú, Podemos, EUiA y Equo.                      |

a Respecto al resultado del PSUC en 1980.
b En 1995, IC fue el cuarto partido en número de votos, pero el quinto en escaños obtenidos.

### Elecciones Generales
| Elecciones | Votos   | % de votos | Escaños | +/-         |     |
| ---------- | ------- | ---------- | ------- | ----------- | --- |
| 1989       | 231.452 | 7,33%      | 3/46    | 2a          | 4.º |
| 1993       | 273.444 | 7,46%      | 3/47    | Sin cambios | 4.º |
| 1996       | 296.985 | 7,64%      | 2/46    | 1           | 4.º |
| 2000       | 119.290 | 3,54%      | 1/46    | 1           | 5.º |

a Respecto al resultado del PSUC en 1986.

## Posición de ICV ante los referéndums
- 2005: Referéndum sobre el Tratado de la Constitución Europea. Pidió el "No".
- 2006: Referéndum sobre la reforma del Estatuto de autonomía de Cataluña. Pidió el "Sí".
- 2014: Consulta sobre el futuro político de Catalunya del "9N". Pidió el "Sí" en la primera pregunta, y en la segunda no se definió.